# Jenna Paulette
Jenna Paulette és una cantautora de música country estatunidenca nascuda a Lewisville, Texas. Va créixer al ranxo familiar a Thackerville, Oklahoma, on recorda voler compondre música country mentre movia el bestiar amb el seu avi al so de George Strait.
Paulette va obtenir un grau en màrqueting al Savannah College of Art and Design. Posteriorment va traslladar-se a Nashville, on coneixeria el seu mentor Ashley Gorley.

## Discografia
- The Girl I Was (2023)